# Swazilands fodboldlandshold
Swazilands fodboldlandshold repræsenterer Swaziland i fodboldturneringer og kontrolleres af Swazilands fodboldforbund.